# Porky et le Lapin malin
Pour plus de détails, voir Fiche technique et Distribution.
Porky et le Lapin malin (Porky's Hare Hunt en anglais) est un cartoon Looney Tunes réalisé par Ben "Bugs" Hardaway et Cal Dalton en 1938, mettant en scène Porky Pig et Happy Rabbit, le prototype embryonnaire de Bugs Bunny (sous la forme d'un petit lapin gris clair).

## Synopsis
La scène s'ouvre sur un groupe de lapins en train de grignoter du maïs dans un champ.
Le lapin grisâtre qui figure le prototype de Bugs Bunny les prévient qu'un chasseur et son chien vont les chasser. Les lapins fuient alors que Porky Pig en chasseur arrive avec son chien renifleur. Le lapin gris interpelle le chasseur. La réplique est immédiate : Porky tire une rafale dans le champ où s'est réfugié le lapin. Tout le champ est rasé mais le lapin, encore en vie, le nargue en dansant.
Porky ordonne à son chien de lui ramener ce lapin. Le chien renifle les traces du lapin, ignore qu'il est dans la souche qu'il a pourtant inspectée. Le lapin lance un lapin mécanique qui fait des bonds devant le chien. Le canidé s'attaque à lui jusqu'à ce que le jouet tombe en morceaux. Pendant ce temps, Porky fait flairer une autre piste aux canons de son fusil devenu « vivant » pour le coup. Le lapin, caché dans le trou d'un arbre, verse du poivre dans les canons-narines du fusil, qui « éternue » et fait feu. Le coup fait disparaître l'arbre, révélant ainsi le lapin. Avant que Porky ne tire, le lapin boit le liquide d'une bouteille où il est écrit épilateur / effaceur de lapin (jeu de mots sur hair remover et hare remover). Porky voit le lapin sembler disparaître. Mais il n'est qu'invisible et il le frappe avec la bouteille. Le lapin ressurgit d'un chapeau de magicien, en se prenant lui-même par les oreilles. Porky lui tire à nouveau dessus mais manque le lapin qui esquive habilement chaque tir. Le chasseur accumule les douilles au point d'en être recouvert et il se retrouve bientôt à court de munitions au moment où lui et le lapin semblent également épuisés par cette chasse. Mais le chien revient à l'attaque. Le lapin utilise alors un foulard comme une muleta de toréador avec lui. À la troisième passe, le lapin fait disparaître le chien dans le foulard. Il roule le foulard en tube, souffle dedans, et renvoie ainsi le chien à Porky en mode express. Le lapin s'esclaffe et fait tourner ses oreilles jusqu'à les faire devenir pales d'hélicoptère puis hélice d'avion. Il se met à voler, à faire du rase-motte sur la tête de Porky et celle de son chien. Le lapin fou les nargue encore une fois, « s'enroule », « tourne » et saute d'arbre en arbre en riant comme Woody Woodpecker.
Le chien est encore envoyé à sa poursuite par son maître. Le lapin se réfugie dans un tas de bois. Porky essaye de prendre le lapin à revers. Et il arrive enfin à surprendre le lapin. Celui-ci se met à le supplier de l'épargner, prétexte qu'il est marié et a une nombreuse progéniture à charge, produit une photo qui le prouve. Porky ne marche pas et est prêt à tirer. Mais le coup ne part pas. Le lapin respire, s'amuse ensuite de voir Porky chercher à désenrayer son fusil. Peu après, il lui prend le fusil des mains et le brise en deux, et lui demande son permis de chasse. Porky obtempère. Le lapin déchire le document devant ses yeux et fait sa danse de la victoire, s'envole à nouveau. Porky lui jette une pierre, réussit à le descendre et le lapin tombe dans une meule de foin. Il joue à nouveau sur la corde sensible de Porky, simule sa fin prochaine, puis se reprend brutalement et lui déclare la guerre ! Le lapin s'en va ensuite tranquillement en jouant du fifre sur une musique militaire américaine (le patriotique Yankee Doodle). Porky voit rouge et court à sa poursuite. Le lapin se cache dans un tas de pierres. Porky allume un bâton de dynamite et le lance dans la cache du lapin. Mais le bâton est relancé à l'extérieur et Porky explose avec lui.
On retrouve Porky à l'hôpital et avec un pied dans le plâtre. Le lapin vient lui rendre visite, lui offre des fleurs et s'inquiète de sa santé. Porky lui répond qu'il devrait bientôt sortir dans quelques jours. Le lapin, à ces mots, tire sur la suspente de Porky jusqu'à le pendre par son pied malade. Le lapin cabriole de joie et saute par la fenêtre en poussant son cri de fou.

## Fiche technique

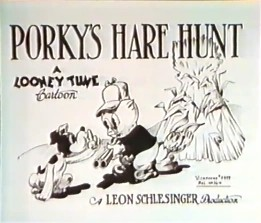
Carte publicitaire du film, en 1938.

- réalisation : Ben Hardaway et Cal Dalton
- producteur : Leon Schlesinger
- production : Leon Schlesinger Studios
- distribution : Warner Bros. Pictures (1938) (cinéma) (États-Unis)
- scénario :  Howard Baldwin
- musique originale : Carl W. Stalling (non crédité)
- montage et éditeur des effets de son : Treg Brown (non crédité)
- durée : 8 minutes
- format : 1,37 :1 Technicolor
- son : mono
- noir et blanc, 35 mm
- langue : anglais
- pays : États-Unis
- sortie :  30 avril 1938

## Voix
- Version originale :  Mel Blanc : voix de Porky Pig et du lapin (non crédité)
- Version française : Michel Mella

## Animateur
- Volney White, animateur

## Orchestration
- Carl W. Stalling , directeur musical
- Milt Franklyn , chef d'orchestre (non crédité)

## Sortie vidéo
- Le cartoon est disponible dans le second disque de la collection DVD Looney Tunes Platinum Collection: Volume deux[1]